# لارس نیبر
لارس نیبر (آلمانی: Lars Nieberg؛ زادهٔ ۲۴ ژوئیهٔ ۱۹۶۳) سوارکار پرش اهل آلمان بود.
وی همچنین برندهٔ جوایزی همچون برگ بوی نقره‌ای شده‌است.